# 山田孝
山田 孝（やまだ たかし、1948年 - ）は、精神医学者、目白大学教授。
1970年早稲田大学教育学部教育学科教育心理学専攻卒業、72年同大学院文学研究科心理学専攻修士課程修了、1977年南カリフォルニア大学大学院修士課程修了、1994年秋田大学より医学博士の学位を取得。都立府中リハビリテーション専門学校、82年北海道大学医療技術短期大学部助教授、90年秋田大学医療技術短期大学部教授、99年京都大学医療技術短期大学部教授、2002年首都大学東京健康福祉学部作業療法学科教授、2012年目白大学リハビリテーション学研究科主任教授。
感覚統合、作業行動、人間作業モデルなどの海外の重要な理論を日本に紹介した。

## 編著
- 『作業療法研究法』編 医学書院 2005 標準作業療法学
- 『高齢期障害領域の作業療法』編 中央法規出版 2010 クリニカル作業療法シリーズ

## 翻訳
- Mary Reilly 編著『遊びと探索学習 知的好奇心による行動の研究』協同医書出版社 1982
- Barbara Sharpe Banus 他『発達障害の評価と治療 小児の作業療法』共訳 協同医書出版社 1984
- ギャーリー・キールホフナー編著『人間作業モデル 理論と応用』監訳 協同医書出版社 1990
- ギャーリー・キールホフナー『作業療法の理論』小西紀一共訳 三輪書店 1993
- Marjorie E.Scaffa 編著『地域に根ざした作業療法 理論と実践』監訳 協同医書出版社 2005

## 参考
- Ｊ－ＧＬＯＢＡＬ:
- 目白大学: